# Angry Birds Star Wars 2
Angry Birds Star Wars 2 (estilizado como Angry Birds Star Wars II) fue la secuela de Angry Birds Star Wars. Salió el 18 de septiembre del 2013, centrándose en los episodios I, II y III de Star Wars. Se trata de la sexta entrega de la saga de Angry Birds. El juego recibió el mismo éxito que su predecesor, Angry Birds Star Wars.

## Jugabilidad
Al igual que entregas anteriores de la franquicia, los jugadores deben destruir objetivos fortificados dentro o fuera de sus fortalezas creadas, dependiendo del lado que estén (pájaros o cerdos). Los jugadores también ganan hasta 3 estrellas, como de otros juegos de la serie. El juego cuenta con más de 30 personajes jugables. El juego se diferencia de los otros juegos de Angry Birds porque el jugador puede convocar a un pájaro o cerdo específico en lugar de la selección predeterminada. Esta convocatoria se puede hacer para sustituir a cada ave/cerdo.

## Episodios
| # | Episodio            | Niveles del lado de aves | Niveles del lado porcino | Fecha de publicación                                  |
| - | ------------------- | ------------------------ | ------------------------ | ----------------------------------------------------- |
| R | Reward Chapter      | 50                       | 46                       | 18 de septiembre de 2013                              |
| M | Master your Destiny | 64                       | 64                       | 10 de julio de 2014                                   |
| 1 | Naboo Invasion      | 20                       | 20                       | 18 de septiembre de 2013                              |
| 2 | Escape to Tatooine  | 20                       | 20                       | 18 de septiembre de 2013                              |
| 3 | Battle of Naboo     | 20                       | 20                       | 4 de diciembre de 2013                                |
| 4 | Rise of the Clones  | 20                       | 20                       | 28 de mayo de 2014 (iOS) 2 de junio de 2014 (Android) |
| 5 | Revenge of the Pork | 16                       | 16                       | 4 de diciembre de 2014                                |
| E | Rebels              | 12                       | 12                       | 2 de octubre de 2014                                  |

## Telepods
El juego es compatible con la tecnología de Hasbro TELEPODS, el cual es similar en concepto al "Portal del Poder" de la serie de videojuegos Skylanders, que permite al jugador para convocar a un carácter específico en el juego a través de su código de QR; esta convocatoria es de una vez por nivel, pero el jugador puede utilizar invocaciones múltiples Telepod por nivel. Cada uno de ellos se puede utilizar en un máximo de 15 dispositivos por separado y hay que volver a analizar el Telepod para acceder al pájaro / cerdo en particular si el juego está completamente cerrada.
En noviembre de 2013, Hasbro vendió más de 1 millón de Angry Birds Star Wars II Telepods.

## Tienda
El jugador puede a través de la compra en aplicación obtener recompensas de logro, tener el uso de unas determinadas aves o cerdos durante el juego. Con la subida de los Clones en la antigua tienda de Watto, era separada del juego para comprar aves/cerdos, ahora se retiró y se fusionó en el menú de intercambio de caracteres.

### Tienda de Personajes
Cada episodio contiene el Lado de los pájaros y el Lado Porcino. 
Monedas
| #  | Personajes              | X10  | X30  | X100 | Permanente |
| -- | ----------------------- | ---- | ---- | ---- | ---------- |
| 1  | Qui Gon Jinn            | 500  | 1000 | 1500 | 2250       |
| 2  | Obi-Wan Kenobi          | 300  | 550  | 1200 | 2000       |
| 3  | Yoda                    | 800  | 1350 | 1900 | 3000       |
| 4  | Jar-Jar Binks           | 90   | 130  | 250  | 1000       |
| 5  | Anakin Episodio I       | 300  | 400  | 600  | 1200       |
| 6  | Capitán Panaka          | 300  | 600  | 1000 | 1600       |
| 7  | Padme Amidala           | 500  | 1000 | 1500 | 2250       |
| 8  | Anakin Episodio II      | 500  | 1000 | 1500 | 2250       |
| 9  | Jedi Youngling          | 80   | 120  | 350  | 1000       |
| 10 | Mace Windu              | 500  | 1000 | 1500 | 2250       |
| 11 | Chewbacca               | 300  | 550  | 1200 | 2000       |
| 12 | R2D2                    | 500  | 1000 | 1500 | 2250       |
| 13 | C3PO                    | 300  | 550  | 1200 | 2000       |
| 14 | Leía Organa             | 500  | 1000 | 1500 | 2250       |
| 15 | Luke Piloto             | 400  | 800  | 1500 | 2200       |
| 16 | Luke Endor              | 400  | 800  | 1500 | 2200       |
| 17 | Luke Jedi               | 500  | 1000 | 1500 | 2250       |
| 18 | Han Solo                | 500  | 1000 | 1500 | 2250       |
| 19 | Silver C3PO             | 300  | 550  | 1200 | 2000       |
| 20 | Kit Fisto               | 300  | 550  | 1200 | 2000       |
| 21 | Han Solo (Carbonita)    | 300  | 550  | 1200 | 2000       |
| 22 | Lando Calrissan         | 300  | 550  | 1200 | 2000       |
| 23 | Wicket                  | 200  | 400  | 800  | 1500       |
| 24 | Piloto Rebelde          | 200  | 400  | 800  | 1200       |
| 25 | Ezra Bridger            | 500  | 1500 | 2000 | 2500       |
| 26 | Sabine Wren             | 300  | 550  | 1200 | 2000       |
| 27 | Chopper                 | 500  | 800  | 1500 | 2500       |
| 28 | Hera Syndulla           | 300  | 550  | 1200 | 2000       |
| 29 | Kanan Jarrus            | 1000 | 1750 | 2250 | 3750       |
| 30 | Garazeb Orrelios        | 500  | 1000 | 1500 | 2250       |
| 31 | Darth Sidious           | 600  | 1300 | 2000 | 3000       |
| 32 | Jango Fett              | 300  | 550  | 1200 | 2000       |
| 33 | Droide de Batalla       | 100  | 200  | 500  | 1000       |
| 34 | Darth Maul              | 500  | 1000 | 1500 | 2250       |
| 35 | Coont Dooku             | 500  | 1000 | 1500 | 2250       |
| 36 | Droideka                | 300  | 700  | 1200 | 2000       |
| 37 | Zam Wesell              | 300  | 550  | 1200 | 2000       |
| 38 | General Grievous        | 500  | 1000 | 1500 | 2250       |
| 39 | Anakin Episodio II      | 750  | 1500 | 2000 | 3350       |
| 40 | Darth Vader             | 800  | 1500 | 2000 | 3500       |
| 41 | Boba Fett               | 600  | 850  | 1200 | 2000       |
| 42 | Soldado Explorador      | 150  | 200  | 500  | 1000       |
| 43 | Piloto de Caza TIE      | 100  | 200  | 500  | 1000       |
| 44 | Soldado Imperial        | 80   | 130  | 250  | 100        |
| 45 | Droide de Batalla Rojo  | 100  | 200  | 500  | 1000       |
| 46 | Darth Sidious Holograma | 825  | 1550 | 2200 | 3500       |
| 47 | Soldado de las Sombras  | 200  | 400  | 1200 | 1800       |
| 48 | Soldado de Choque Rojo  | 200  | 350  | 800  | 1200       |
| 49 | Jabba el Hutt           | 300  | 550  | 1200 | 2000       |
| 50 | Guardia Real            | 300  | 550  | 1200 | 2000       |
| 51 | Morador de las Arenas   | 800  | 1500 | 2200 | 3000       |
| 52 | El Inquisidor           | 800  | 1500 | 2000 | 3000       |
| 53 | Oficial Imperial        | 500  | 1500 | 2000 | 2500       |
| 54 | Piloto de AT-DP         | 500  | 1500 | 2000 | 2500       |
| 55 | Cikatro Vizago          | 300  | 550  | 1200 | 2000       |
| 56 | Droide Vizago           | 300  | 600  | 1000 | 1500       |
| 57 | Agente Kallus           | 200  | 400  | 800  | 1500       |

## Personajes[1]

### Pájaros
- Qui-Gon Jinn: cuenta con un solo golpe de un sable de luz. Aunque no es el más poderoso, es lo suficientemente eficaz para cortar a través de las cadenas y los bloques de madera con facilidad.
- Obi-Wan Kenobi: es fuerte con la Fuerza. Su capacidad cuenta con un solo empujón fuerte dirigido por el usuario.
- Yoda: cuenta con un ataque giratorio con sables de luz, lo que le hace rebotar alrededor del nivel durante varios segundos. La capacidad debe ser activado manualmente antes del contacto. Es una nueva especie. Tiene 900 años. Es un búho.
- Jar Jar Binks: puede utilizar su lengua para agarrar objetos y cercanía del piso oscilante a través de su lengua. Se apunta manualmente por el usuario, y una segunda vez se suelta
- Anakin, Episodio I: cuenta con un podracer que el jugador puede redirigir a cualquier lado.
- Capitán Panaka: lleva un cañón láser especial que dispara una ráfaga de tres láseres a la vez. Dispara dos veces en rápida sucesión, para un total de seis láseres.
- Padmé Amidala: cuenta con un rayo tractor similar al de Leia, pero en lugar de atraer, aparta.
- Anakin, Episodio II: ahora maneja un sable de luz básico de un solo golpe mientras él asume su papel de aprendiz Jedi o padawan. Él no es particularmente potente, pero aun así se puede cortar a través de bloques de madera limpia.
- Jedi Youngling: el pájaro azul asume el papel de iniciados Jedi y tiene la habilidad de dividirse en tres.
- Mace Windu: empuña un sable de luz boomerang capaz de cortar a través de grandes cantidades de cadenas y bloques. Dispone de una gama muy lejos y solo es destructible por elementos permanentes, como la tierra.
- Chewbacca: destruye todo a su paso por su enorme tamaño.
- R2-D2: Aparece en los niveles especiales, destruyendo con descargas eléctricas.
- C-3PO: tiene la apariencia de huevo dorado. Esta vez al hacer daño se separa en varias partes.
- Princesa Leia: Tiene un rayo tractor para atraer objetos.
- Luke Skywalker (Piloto): héroe de la trilogía original, Luke Skywalker empuña un sable de luz azul capaz de dar un solo golpe.
- Luke Skywalker (Endor): Como su entrenamiento Jedi progresa, Luke Skywalker es ahora capaz de dar dos golpes con su espada de luz verde.
- Luke Skywalker (Jedi): Con su entrenamiento terminado, empuña el sable de luz verde, pero con la capacidad de dar tres golpes.
- Han Solo: maneja un sencillo cañón láser. Con él, él es capaz de tomar tres tiros rápidos donde el usuario pretende.
- Silver C-3PO: Al igual que su equivalente de oro, se rompe en pedazos.
- Kit Fisto: cuenta con un sable de luz de giro, aunque mucho menos extrema que Yoda o Droideka.
- Carbonite Han Solo: al igual que Ice Bird de Angry Birds Space, puede congelar todo lo que toca.
- Lando Calrissian: tiene un bláster capaz de disparar tres tiros de una vez.
- Wicket: es un ewok capaz de dividirse en muchos más.
- Ezra Bridger: Dispara un láser que rebota en el metal.
- Sabine Wren: Rebota y coloca tres bombas.
- Chopper: Arroja el fuego de sus propulsores.
- Hera Syndulla: Construye un cañón que destruye objetos/enemigos cercanos.
- Kanan Jarrus: Se lanza hacia un punto determinado.
- Zeb Orrelios: Explota y destruye materiales gracias a su gran fuerza.

### Cerdos
- Darth Sidious: también conocido como Emperador Palpatine, puede evocar y descargas directas. Es particularmente eficaz contra los objetos metálicos, tales como cadenas. Se tiene poco efecto en la madera. Tiene una variante de holograma que posee la misma habilidad, pero puede atravesar objetos.
- Jango Fett: cuenta con un solo misil que puede ser dirigido donde el usuario quiera. Ambos son metálicos, y por lo tanto, son atraídos hacia los imanes
- Droide de batalla: lleva un cañón láser sencillo capaz de tomar tres tiros rápidos donde el usuario pretende.
- Darth Maul: cuenta un sable de luz de doble hoja que gira como helicóptero.
- Conde Dooku: Al igual que Mace Windu, cuenta con un sable de luz boomerang. Es indestructible, a menos que haga contacto con una estructura permanente, como el suelo. Tiene un alcance excepcional y es capaz de detonar cualquier TNT que se interponga en su camino.
- Droideka: puede meter en una bola apretada, lo que resulta en un ataque giratorio capaz de una gran destrucción. Similar a Yoda, Droideka puede girar en torno a un nivel y derribar muchas estructuras a la vez.
- Zam Wesell: tiene un gancho para sujetar objetos/enemigos al apuntarles, y una segunda vez se suelta.
- General Grievous: cuenta con varios sables de luz y es uno de los más fuertes, ya que no hay bloque que se interponga en su camino.
- Anakin, Episodio III: Único pájaro del Lado Porcino. Su habilidad consiste en atraer objetos temporalmente y lanzarlos.
- Darth Vader: el alter ego de Anakin, cuenta con su misma habilidad.
- Boba Fett: Lanza dos misiles en un ángulo de entre 10-15°.
- Biker Scout (Scout Trooper): al igual que Anakin Episodio I, tiene un speeder bike que puede ser redirigido en cualquier dirección por el jugador.
- Piloto de caza TIE: Capaz de apretar el gatillo dos veces en rápida sucesión, cada tiro dispara una doble dosis de láseres.
- Stormtrooper: dispara cinco tiros que se dispersan por el objetivo
- Droide de batalla rojo: dispara tres tiros rápidos con su cañón láser, dirigido hacia donde el usuario pretende.
- Shadow Trooper: aparece primero como holograma y este desaparece cuando dispara.
- Shocktrooper: empuña una pistola láser capaz de dos tiros de tres explosiones cada uno.
- Jabba el Hutt: Su enorme masa lanzará bloques a través de todo el nivel.
- Guardia Real del Emperador: lleva una lanza que le permite agarrar objetos/enemigos y tirarlos.
- Tusken Raider: tiene una mira y puede disparar hacia donde el jugador quiera.
- El inquisidor: Funciona como Darth Maul y Kanan Jarrus, puede ir a un punto determinado y tiene dos sables de luz que giran como helicóptero.
- Oficial Imperial: Dispara hasta 3 tiros láser en diferentes lados hacia donde el usuario indique.
- Piloto de AT-DP: Funciona como Erza Bridger, dispara un láser que puede ser desviado por el metal.
- Cikatro Vizago: Lanza tres pequeñas cápsulas que a los pocos segundos explotan.
- Droide Vizago: Se divide en varias partes.
- Agente Kallus: Funciona como Wicket, tiene la capacidad de llamar a varios stormtroopers.

## Descontinuación de la versión de PC
El 13 de noviembre del 2014, Rovio confirmó a través de sus F.A.Q (Preguntas frecuentes) dentro de su página oficial, que las versiones de PC (Angry Birds, Angry Birds Seasons, Angry Birds Rio, Angry Birds Space, Angry Birds Star Wars I- II y Bad Piggies) dejarían de recibir actualizaciones dando por des continuada dichas versiones, además de ser descargarlas desde su tienda en línea.[cita requerida]